# Oscar Hiljemark
Oscar Hiljemark (Gislaved, 28 de junho de 1992), é um ex-futebolista sueco que atuou como meio-campo. Atualmente, é assistente técnico do AaB Fodbold.

## Títulos
Fonte:
Elfsborg
- Allsvenskan: 2012

PSV
- Eredivisie: 2014–15

Suécia sub-21
- Campeonato Europeu Sub-21: 2015